# James Kent
James Kent (31 de julio de 1763; Fredericksburg, entonces, Dutchess, ahora condado de Putnam, Nueva York - 12 de diciembre de 1847; Nueva York) fue un jurista y experto en leyes estadounidense.

## Vida
Era hijo de Moss Kent, abogado del condado de Dutchess, Nueva York y primer juez de sucesiones del condado de Rensselaer, Nueva York.
Se graduó en la Universidad de Yale en 1781, después de haber ayudado a establecer allí la sociedad Phi Beta Kappa en 1780. Comenzó a ejercer la abogacía en Poughkeepsie (Nueva York) en 1785 como abogado, y en 1787 en el colegio de abogados. En 1791 y 1792-93 Kent fue miembro de la Asamblea de Nueva York por el Condado de Dutchess. En 1793, se trasladó a Nueva York, donde fue nombrado juez de sucesiones para la ciudad.
Fue el primer profesor de Derecho en Columbia College en 1793-98 y de nuevo sirvió en la Asamblea, en 1796-97. En 1797, fue nombrado registrador de la ciudad de Nueva York; en 1798, juez de la Corte Suprema de Nueva York; en 1804, Presidente del Tribunal Supremo; y en 1814, Canciller de Nueva York, siendo John Lansing, Jr. su predecesor en el puesto, y Nathan Sanford, su sucesor. En 1821 fue miembro de la Convención Constitucional del Estado de Nueva York. Dos años más tarde, el Canciller Kent cumplió la edad límite constitucional y se retiró de su puesto, pero fue reelegido para su anterior escaño. Vivió retirado en Summit, Nueva Jersey entre 1837 y 1847 en una sencilla casa de cuatro habitaciones, llamada "My summit Lodge", que posiblemente sirvió para dar nombre a la ciudad.

## Trabajo
Ha sido recordado durante mucho tiempo por sus Commentaries on American Law (cuatro volúmenes, publicados desde 1826 hasta 1830), muy respetado en Inglaterra y América. Los Comentarios trataban asuntos legales tanto estatales, federales y del derecho internacional, así como la ley de los derechos personales y de la propiedad, y se distribuyeron seis ediciones en vida de Kent.
Kent prestó sus servicios más esenciales a la jurisprudencia estadounidense mientras ocupaba el puesto de canciller. La Cancillería, o la ley de equidad, fueron muy impopulares durante el período colonial, y habían recibido poco desarrollo, y ninguna decisión había sido publicada. Sus juicios de esta clase abarcan una amplia gama de temas, y están tan bien considerados y desarrollados que, sin duda, forman la base de la jurisprudencia estadounidense de equidad.

## Familia
Se casó con Elizabeth Bailey, y tuvieron cuatro hijos: Elizabeth (murió en la infancia), Isabel, María y William Kent (1802-1861) quien fue un juez local, y se presentó a las elecciones para asistente al gobernador de Nueva York, con Washington Hunt, en 1852.
Su hermano Moss Kent fue también un representante de los EE. UU.

## Monumentos y memoriales
- Kent County (Míchigan) y Kent City (Míchigan) se llaman así en su honor, probablemente debido a que representó a Míchigan en su disputa con Ohio por la franja de Toledo.
- Chicago-Kent College of Law recibió ese nombre en su honor.
- La cátedra Canciller Kent en la Columbia Law School lleva su nombre, al igual que Kent Hall, que fue construido para la escuela de derecho de Columbia, pero que ahora contiene los departamentos de Idiomas y Cultura de Asia Oriental y Medio Oriente, junto con la biblioteca sobre Asia Oriental. Los estudiantes que tienen la condición de altos honores (Del dos al tres por ciento de los mejores de cada clase) en la Columbia Law School se llaman estudiantes James Kent en honor de la condición de James Kent como primer catedrático de Derecho de la Universidad de Columbia.
- La cátedra Chancellor Kent en la Yale Law School también lleva su nombre.
- Kent Place School, una organización independiente de todas las escuelas femeninas de Nueva Jersey, se encuentra donde estaba su casa de verano.
- La casa original de James Kent, "My Summit Lodge", ahora está incorporada a una gran mansión en 50 Kent Place Boulevard, Summit, NJ. La mayor parte de la arquitectura original, incluyendo la cocina y el salón todavía existen hoy.